# Echinomuricea magna
Echinomuricea magna är en korallart som först beskrevs av Nutting 1910.  Echinomuricea magna ingår i släktet Echinomuricea och familjen Plexauridae. Inga underarter finns listade i Catalogue of Life.